# Sabalinói járás

A Sabalinói járás a Kirovi területen

A Sabalinói járás (oroszul Шабалинский район) Oroszország egyik járása a Kirovi területen. Székhelye Leninszkoje.

## Népesség
- 1989-ben 17 489 lakosa volt.
- 2002-ben 14 013 lakosa volt.
- 2010-ben 10 854 lakosa volt, melyből 10 386 orosz.